# Crassana marginella
Crassana marginella är en insektsart som beskrevs av Delong och Hershberger 1947. Crassana marginella ingår i släktet Crassana och familjen dvärgstritar. Inga underarter finns listade i Catalogue of Life.